# Meleci de Mopsuèstia
Meleci de Mopsuèstia (Meletius, Melétios Μελέτιος) fou un religiós grec seguidor incondicional de Nestori. Va succeir a Teodor com a bisbe de Mopsuèstia vers el 427 aC; va donar suport a Joan I d'Antioquia en la seva oposició a la deposició de Nestori per Ciril I d'Alexandria i els seus en el tercer concili d'Efes el 431, però quan Joan va haver d'ajuntar-se a Ciril i condemnar a Nestori, Meleci va persistir en la seva posició anterior.
L'emperador Teodosi II el va deposar de la seva seu però va aconseguir reunir molts seguidors entre els que va romandre com a guia espiritual com si fos bisbe; l'emperador el va desterrar llavors a Melitene on el va confiar a la custòdia d'Acaci, el bisbe local.
Va morir en exili sense canviar el seu punt de vista.
Va deixar escrites algunes cartes publicades a la versió llatina de Ad Ephesinum Concilium Variorum Patrum Epistolae (Christianus Lupus d'Ypres, Lovaina, [1682]).